# Miss Univers 2021
Miss Univers 2021 fou la 70a edició del certamen Miss Univers corresponent a l'any 2021. Es va dur a terme a Eilat (Israel) el 13 de desembre. Candidates de voltant 80 països i territoris autònoms van competir pel títol. Al final de l'esdeveniment, Andrea Bressoli, Miss Univers 2020 de Mèxic va coronar Harnaaz Sandhu, de l'Índia, com la seva successora.
La nit final va ser transmesa en viu per la cadena nord-americana FOX, amb difusió simultània en espanyol per Telemundo. La gala va ser amenitzada per la cantant i rapera israeliana Noa Kirel i la cantautora nord-americana JoJo. El comediant i presentador de televisió nord-americà Steve Harvey va ser el conductor del certamen per sisena vegada; amb els comentaris darrera de bambalines de Carson Kressley i Cheslie Kryst.

## Història

### Lloc i data
El gener del 2021, es va informar que l'Organització Miss Univers, estava en converses per albergar l'edició 2021 de la competència a Costa Rica. Les negociacions van ser posteriorment confirmades per Gustavo Segura, que s'exercia com a Ministre de Turisme al govern de Costa Rica. Al maig de 2021, durant una entrevista amb People en Espanyol, Andrea Meza va afirmar que l'edició 2021 de la competència es realitzaria a final d'any i va reconèixer que el seu regnat seria un dels més curts a la història de la concurs.
El 20 de juliol del 2021 es va confirmar que aquesta edició es realitzaria a la ciutat d'Eilat, Israel; portant així per primera vegada el certamen a un país pertanyent a l'Orient Mitjà, temptativament al mes de desembre. El 20 d'octubre es va confirmar que l'esdeveniment es duria a terme a aquesta ciutat, al costat de Jerusalem com a subseu, del 28 de novembre al 14 de desembre, sent el dia 13 de desembre la final del concurs (el dia 12 de desembre al hemisferi occidental). La final prendria lloc al port d'Eilat, en una arena temporal.

## Resultats
| Posicions         | Concursant |
| ----------------- | --- |
| Miss Univers 2021 | - Índia – Harnaaz Sandhu |
| 1r Subcampionat   | - Paraguai – Nadia Ferreira |
| 2n Subcampionat   | - Sud-àfrica – Lalela Mswane |
| Top 5             | - Colòmbia – Valeria Ayos - Filipines – Beatrice Gomez |
| Top 10            | - Aruba – Thessaly Zimmerman - Bahames – Chantel O'Brien - Estats Units – Elle Smith - França – Clémence Botino - Puerto Rico – Michelle Colón                                        |
| Top 16            | - Gran Bretanya – Emma Rose Collingridge - Japó – Juri Watanabe - Panamà – Brenda Smith - Singapur – Nandita Banna - Veneçuela - Luiseth Materán - Vietnam – Nguyễn Huỳnh Kim Duyên ∆ |

- ∆ Votada pel públic de tot el Món via internet per completar el quadre de 16 quartfinalistes.

## Candidates
80 candidates han estat confirmades:
(En la taula s'utilitza el seu nom complet, els àlies van entre cometes i els cognoms utilitzats com a nom artístic, entre parèntesis; fora d'ella s'utilitzen els seus noms «artístics» o simplificats).
| País/Territorio          | Candidata                              | Edad | Residencia         |
| ------------------------ | -------------------------------------- | ---- | ------------------ |
| Albània                  | Angelina "Ina" Dajci                   | 27   | Tirana             |
| Alemanya                 | Hannah Seifer ∆                        | 19   | Dusseldorf         |
| Argentina                | Julieta García ∆                       | 22   | Bahía Blanca       |
| Armènia                  | Nane Avetisyan                         | 24   | Ereván             |
| Aruba                    | Thessaly ZimmermanΔ                    | 26   | Oranjestad         |
| Austràlia                | Daria Varlamova                        | 27   | Melbourne          |
| Bahames                  | Chantel O'Brian                        | 27   | Nasáu              |
| Bahrain                  | Manar Nadeem Deyani ∆                  | 25   | Riffa              |
| Bèlgica                  | Kedist Deltour                         | 23   | Nazareth           |
| Brasil                   | Teresa Santos                          | 23   | Maranguape         |
| Bolívia                  | Nahemi Uequin Antelo                   | 20   | Santa Cruz         |
| Bulgària                 | Elena Danova ∆                         | 21   | Krichim            |
| Cambodja                 | Ngin Marady ∆                          | 22   | Phnom Penh         |
| Camerun                  | Akomo Minkata                          | 27   | Yaoundé            |
| Canadà                   | Tamara JemuovicΔ                       | 27   | Toronto            |
| Corea del Sud            | Jisu Kim                               | 23   | Seoul              |
| Costa Rica               | Valeria Rees LoríaΔ                    | 28   | Heredia            |
| Colòmbia                 | Valeria Ayos                           | 27   | Cartagena          |
| Croàcia                  | Ora Antonia Ivanišević                 | 21   | Dubrovnik          |
| Curaçao                  | Shariëngela Cijntje                    | 28   | Willemstad         |
| Dinamarca                | Sara Langtved ∆                        | 26   | Copenhaguen        |
| El Salvador              | Alejandra María Gavidia García         | 25   | San Salvador       |
| Equador                  | Susy Sacoto                            | 24   | Portoviejo         |
| Eslovàquia               | Veronika Ščepánková                    | 26   | Bratislava         |
| Estats Units             | Elle Smith                             | 23   | Louisville         |
| Espanya                  | Sarah Loinaz                           | 23   | Sant Sebastià      |
| Filipines                | Beatrice Luigi Gallarde Gomez          | 26   | Cebú               |
| Finlàndia                | Essi Unkuri                            | 23   | Vaasa              |
| França                   | Clémence BotinoΔ                       | 24   | Baie-Mahault       |
| Ghana                    | Sylvia Naa Morkor CommodoreΔ           | 26   | Acra               |
| Guatemala                | Dannia Guevara ∆                       | 24   | Ayutla             |
| Grècia                   | Katerina KouvoutsakiΔ                  | 24   | La Canea           |
| Guinea Equatorial        | Chelsea Martina Mituy                  | 19   | Ebibeyin           |
| Haití                    | Pascale Bélony ∆                       | 28   | Cap-Haïtien        |
| Hondures                 | Rose Marian Meléndez López             | 27   | Limón              |
| Hongria                  | Jázmin Viktória                        | 20   | Budapest           |
| Índia                    | Harnaaz Kaur Sandhu                    | 21   | Chandigarh         |
| Irlanda                  | Katharine Walker ∆                     | 26   | Belfast            |
| Islàndia                 | Elísa Gróa Steinþórsdóttir             | 27   | Garðabær           |
| Israel                   | Noa Cochva                             | 22   | Bnei Atarot        |
| Illes Caiman             | Georgina Fleming Kerford               | 18   | George Town        |
| Illes Verges Britàniques | Xaria Davis Penn                       | 18   | Tórtola            |
| Itàlia                   | Caterina Di Fuccia                     | 23   | Marcianise         |
| Jamaica                  | Daena Soares                           | 22   | Mona               |
| Japó                     | Juri Watanabe                          | 25   | Tokio              |
| Kazakhstan               | Aziza Tokashova ∆                      | 27   | Almaty             |
| Kenya                    | Roshanara Ebrahim                      | 28   | Nairobi            |
| Kosovo                   | Shkurtesa "Tuti" Sejdiu                | 19   | Gnjilane           |
| Laos                     | Tonkham Phonchanhueang                 | 26   | Vientiane          |
| Malta                    | Jade Cini                              | 26   | La Valeta          |
| Marroc                   | Kawtar Benhalima                       | 22   | Marrakesh          |
| Maurici                  | Anne Murielle RavinaΔ                  | 26   | Rodrigues          |
| Mèxic                    | Débora Hallal AyalaΔ                   | 25   | Los Mochis         |
| Namíbia                  | Chelsi Tashaleen Shikongo              | 23   | Walvis Bay         |
| Nepal                    | Sujita Basnet                          | 28   | Kathmandu          |
| Nicaragua                | Allison Fernanda Wassmer Salgado       | 26   | Managua            |
| Nigèria                  | Maristella "Mariselle" Chidiogo Okpala | 28   | Anambra            |
| Noruega                  | Nora Emilie Nakken                     | 23   | Trondheim          |
| Panamà                   | Brenda Smith                           | 27   | Ciutat de Panamà   |
| Països Baixos            | Julia Sinning                          | 24   | Ámsterdam          |
| Paraguai                 | Nadia Tamara FerreiraΔ                 | 22   | Villarrica         |
| Perú                     | Yely Margoth Rivera Kroll              | 27   | Arequipa           |
| Polònia                  | Agata Wdowiak                          | 25   | Lodz               |
| Portugal                 | Oricia del Carmen Domínguez Dos Santos | 27   | Madrid             |
| Puerto Rico              | Michelle Marie Colón Ramírez           | 21   | Loíza              |
| Regne Unit               | Emma Collingridge                      | 23   | Suffolk            |
| República Dominicana     | Debbie Aflalo                          | 27   | Azua               |
| R.P. de la Xina          | Shi Yin Yang                           | 20   | Beijing            |
| Romania                  | Carmina Elena Olimpia Coftas           | 20   | Cluj-Napoca        |
| Rússia                   | Ralina Arabova ∆                       | 22   | Kazan              |
| Singapur                 | Nandita Banna                          | 20   | Ciudad de Singapur |
| Sud-àfrica               | Lalela Mswane                          | 24   | Richards Bay       |
| Suècia                   | Moa Sandberg                           | 25   | Estocolm           |
| Tailàndia                | Anchilee Scott-Kemmis                  | 22   | Bangkok            |
| Turquia                  | Cemrenaz Turhan                        | 23   | Estambul           |
| Txèquia                  | Karolína Kokešová                      | 25   | Prague             |
| Ucraïna                  | Anna Neplyakh                          | 27   | Dnipro             |
| Veneçuela                | Luiseth Emiliana Materán BolañoΔ       | 25   | Los Teques         |
| Vietnam                  | Nguyễn Huỳnh Kim DuyênΔ                | 24   | Cần Thơ            |
| Xile                     | Antonia Figueroa                       | 26   | La Serena          |

- Δ aquestes delegades van ser seleccionades directament per la seva organitzacions nacionals per concursar en Miss Univers.

- Rafaela Plastira (Grècia) va decidir no prendre part de Miss Universe aquest any a causa de la seu, doncs considera poc ètic pujar a un escenari mentre hi ha combats entre Israelians i palestins; Rafaela te previst concursar en 2022, mentrestant l'organització grega va decidir designar a Katerina Kouvoutsaki com la representant per a aquesta edició.[43]

## Dades sobre les delegades
- Algunes de les delegades del Miss Univers 2021 han participat, o participaran, en altres certàmens internacionals d'importància:
  - Thessaly Zimmerman (Aruba) va ser Primera Finalista en Miss Teen Américas 2013.
  - Jade Cini (Malta) va participar sense èxit en Miss Intercontinental 2013, Miss Model of the World 2014, Best Model of the World 2015 i Miss Intercontinental 2016; va ser semifinalista en Top Model of the World 2015.
  - Maristella Okpala (Nigèria) va ser semifinalista en Supermodel Internacional 2014 i va participar sense èxit en Miss Terra 2018.
  - Chantel O'Brien (Bahames) va concursar en Miss Món 2015 sense aconseguir figuració.
  - Nadia Ferreira (Paraguai) va ser Tercera Finalista en Miss Teen Universe 2015.
  - Sylvia Naa Morkor (Ghana) es va posicionar com a Segona Finalista en Miss Intercontinental 2016
  - Débora Hallal (Mèxic) va ser semifinalista en Miss Teen Mundial 2016.
  - Tamara Jemuovic (Canadà) va participar sense èxit en Miss Terra 2016 i en Miss Globe 2020.
  - Antonia Figueroa (Xile) va participar en Miss Món 2016, sense aconseguir classificar, i va ser semifinalista en Miss Terra 2018.
  - Susana Sacoto (Equador) va participar en Miss Panamerican Internacional 2018, sense classificar, i va ser tercera finalista en Jewel of the World 2019.
  - Anne Murielle Ravina (Maurici) va ser semifinalista en Miss Món 2018.
  - Elísa Gróa Steinþórsdóttir (Islàndia) va participar sense èxit en Miss Ressò Internacional 2019 i en Miss Turisme Món 2019.
  - Nora Emilie Nakken (Noruega) va participar en Miss Terra 2020, sense èxit.

- Algunes de les delegades van néixer o viuen a un altre país diferent al que van representar, o bé, tenen un origen ètnic diferent:
  - Kedist Deltour (Bèlgica) va néixer a Etiòpia.
  - Nahemi Uequin (Bolívia) té ascendència argentina i libanesa pel costat patern.
  - Tamara Jemuovic (Canadà) té ascendència sèrbia.
  - Valeria Rees (Costa Rica) es va criar al Canadà
  - Shariëngela Cijntje (Curaçao) va néixer en Països Baixos.
  - Juri Watanabe (Japó) té ascendència coreana i radica als Estats Units.
  - Débora Hallal Ayala (Mèxic) té ascendència libanesa.
  - Allison Wassmer (Nicaragua) és d'origen alemany.
  - Julia Sinning (Països Baixos) té ascendència Indonèsia.
  - Nadia Ferreira (Paraguai) radica a Mèxic.
  - Oricia Domínguez (Portugal) va néixer i es crio a Veneçuela; radica a Espanya.
  - Michelle Colón (Puerto Rico) és d'origen dominicà.
  - Nandita Banna (Singapur) té ascendència índia.

- Altres dades rellevants sobre algunes delegades:
  - Alejandra Gavidia (El Salvador) és la primera delegada en la història de Miss Univers a ser abiértamente asexual, va crear una fundació per visibilizar a la comunitat asexual al seu país.[44]
  - Beatrice Gomez (Filipines) és la primera delegada del seu país que és abiértamente membre de la comunitat LGTB+.
  - Nadia Ferreira (Paraguai) és una reconeguda model professional i ha modelat en reconegudes passarel·les com el #New York Fashion Week, també és imatge de diverses campanyes publicitàries.
  - Yely Rivera (Perú) és germana de Kelin Rivera, Miss Perú 2019, qui va quedar com a semifinalista aquest any en Miss Univers 2019. També és germana de Sofia Rivera Kroll qui fué Miss Perú Món 2014 i va representar sense exito al país en Miss Món 2014.
  - Oricia Dos Santos (Portugal) fué Segona Finalista en Miss Veneçuela 2018 .

## Sobre els països a Miss Univers 2021

### Nacions que debuten en la competència
- Bahrain

### Nacions que es retiren de la competència
- Barbados es retira de la competència a causa de la contingència generada per la pandèmia de COVID-19. L'última vegada que no va competir va ser en 2015.[45]
- Belize es retira de la competència internacional a causa de l'augment de casos de COVID-19 al país, i les restriccions de viatge. Marca la segona vegada que el país no assisteix a la contesa des de 2017.[46]
- Malàisia es retirarà de la competència a causa de les restriccions de viatge relacionades amb la pandèmia de COVID-19. Marca la segona vegada que el país no participa a la competició des de 1963.[47]

### Nacions que tornen a la competència
- Grècia que va competir per última vegada en 2018.
- Guinea Equatorial,  Kenya,  Mongòlia,  Namíbia,  Nigèria,  Suècia,  Turquia que van concursar per última vegada en 2019.